# Stor-Sången
Stor-Sången är en sjö i Hällefors kommun i Västmanland och ingår i Göta älvs huvudavrinningsområde. Sjön har en area på 2,23 kvadratkilometer och ligger 185,1 meter över havet. Sjön avvattnas av vattendraget Sångsbäcken.

## Delavrinningsområde
Stor-Sången ingår i det delavrinningsområde (663299-142337) som SMHI kallar för Utloppet av Lill Sången. Medelhöjden är 242 meter över havet och ytan är 21,14 kvadratkilometer. Det finns ett avrinningsområde uppströms, och räknas det in blir den ackumulerade arean 26,8 kvadratkilometer. Sångsbäcken som avvattnar avrinningsområdet har biflödesordning 3, vilket innebär att vattnet flödar genom totalt 3 vattendrag innan det når havet efter 359 kilometer. Avrinningsområdet består mestadels av skog (69 procent). Avrinningsområdet har 2,42 kvadratkilometer vattenytor vilket ger det en sjöprocent på 13,3 procent.